# Striegelige Tramete
Die Striegelige Tramete (Trametes hirsuta) ist eine holzbewohnende Pilzart aus der Gattung der Echten Trameten.

## Merkmale
Die Striegelige Tramete bildet ziemlich flach bleibende, am Substrat dachziegelartig übereinanderstehende, 3 bis 8 cm, in Ausnahmefällen bis 15 cm breite Fruchtkörper aus. Die Fruchtkörper sind rein weiß bis grau- oder cremeweißlich, teilweise mit bräunlicher Zuwachszone, die wellig gezonte, grob striegelig behaarte Oberfläche kann durch Algen grünlich gefärbt sein. Die Unterseite der Fruchtkörper ist mit rundlichen, relativ groben (ca. 0,5 mm breiten) Poren bedeckt. Die Röhren sind relativ kurz und weißlich cremefarben, manchmal ist ein leichter Grauschimmer vorhanden. Das Fleisch ist dünn, trocken und zäh. Es besteht aus einer oberen dünnen grauen und einer unteren, dickeren, weißen Schicht, die durch eine schwarze Linie voneinander getrennt sind, Geruch und Geschmack sind unauffällig.

## Ökologie
Die Striegelige Tramete ist ein saprobiontischer Holzbewohner, der im Substrat durch Abbau von Lignin eine Weißfäule erzeugt. Die Art besiedelt liegende und stehende Äste und Baumstände und Stümpfe an luft- und bodentrockenen, lichtexponierten Standorten. Sie kommt am Rande von Laubwäldern, in Pflanzungen und Baumplantagen, in Hecken- und Waldrandgesellschaften, auf Kahlschlägen, in Gärten, Parks und entlang von Straßen vor. Ihr Hauptsubstrat ist die Rotbuche, daneben wird ein breites Spektrum weiterer Laubhölzer besiedelt, an Nadelholz kommt sie nur selten vor. Die Fruchtkörper sind einjährig und das ganze Jahr über zu finden, die Sporen werden bei Temperaturen zwischen 0 und 15 °C gebildet, die Sporenbildung beginnt im Herbst bei ausreichend niedrigen Temperaturen und hält für etwa 9 Monate an, wenn frostfreies Wetter herrscht. Die Hauptmenge der Sporen wird im Frühjahr gebildet.

## Verbreitung
Das Verbreitungsgebiet der Art umfasst Europa (außer Griechenland, Albanien, den Balearen, Portugal, Irland und Island), Asien (Südsibirien, Iran, Türkei) und Nordamerika. In Deutschland ist die Art weit verbreitet, kommt aber nicht überall in gleicher Dichte vor.

## Bedeutung
Die Striegelige Tramete ist kein Speisepilz, als Holzschädling und an lebenden Bäumen tritt sie kaum in Erscheinung.